# زيغو
زيغو (بالإنجليزية: Ziggo)‏ هو أكبر مشغل للكابلات في هولندا، ويوفر خدمات الكيبل التلفزيوني (الرقمي والتناظري)، وإنترنت النطاق العريض وخدمة الهاتف إلى كل من المواطنين والعملاء التجارييين.

## التاريخ
تأسّست الشركة نتيجة الاندماج بين (Multikabel) و (@Home) و (Casema)، وتم إطلاقها رسميًا في 16 مايو 2008. لاحقًا تلاها اندماج مع يو بي سي هولندا (UPC Nederland) في الربع الأول من عام 2015، في ذلك الوقت كانت ثاني أكبر شركة للكابلات في هولندا. احتفظت باسم العلامة التجارية «زيغو». المنافسان الرئيسيان للشركة هما «كيه بي إن» و (CanalDigitaal).
كان معظم حق المساهم حتى عام 2012 مملوكًا من قبل شركتين قابضتين لشركتي أسهم خاصة.
في 21 مارس 2012، تم إدراج زيغو في بورصة نيويورك ويورونكست، وتم دمجها لاحقًا في مؤشر (AMX) للأسهم المتوسطة. بالإضافة إلى ذلك، هناك خيارات يتم تداولها على سهم زيغو.
في مارس 2013، استحوذت ليبرتي جلوبال على حصة 12.65٪ في زيغو. وارتفع إلى 15٪ في أبريل، و 28.5٪ في يوليو
في 27 يناير 2014، أعلنت ليبرتي جلوبال أنها ستستحوذ على جميع الأسهم المتبقية في زيغو مقابل 10 مليارات يورو. كان الاستحواذ خاضعًا لموافقة الجهات التنظيمية، وكان من المتوقع أن ينتهي بحلول الربع الثاني من عام 2014، عندما كان من المتوقع أن تندمج زيغو مع يو بي سي. في مايو 2014، أعلنت المفوضية الأوروبية عن فتح تحقيق معمّق لتقييم ما إذا كان الاستحواذ المقترح لشركة زيغو بواسطة ليبرتي جلوبال يتماشى مع لائحة الاتحاد الأوروبي للاندماج. في نوفمبر 2014، استحوذت ليبرتي جلوبال على زيغو. في ديسمبر 2014، تم شطب أسهم زيغو من يورونكست أمستردام، حيث تم تحويل زيغو إلى الشركة الهولندية الخاصة المحدودة (besloten vennootschap).
في 5 يناير 2015، بدأت زيغو في تنسيق شبكة الكابلات الخاصة بها مع شبكة كبلات يو بي سي. تم التخلص التدريجي من اسم يو بي سي لصالح زيغو في 13 أبريل 2015.
في 15 فبراير 2016، أعلنت شركة الاتصالات البريطانية فودافون عن اندماج عملياتها الهولندية مع ليبرتي جلوبال، المالكة لشركة زيغو. تم إغلاق الصفقة في 31 ديسمبر، حيث تم إنشاء شركة أم جديدة لكل من زيغو وفودافون، تسمى فودافون زيغو (VodafoneZiggo)، بملكية مشتركة بنسبة 50/50 من قبل ليبرتي جلوبال وفودافون.

## تلفزيون الكابل
في عام 2014، مرّت شبكة الكابلات زيغو المحورية الليفية الهجينة بـ 7.140 مليون منزل في هولندا. في عام 2020، كانت تتألف من 40,350 كـم (25,072 ميل) من كابلات الألياف الضوئية التي نقلت 97 ٪ من إجمالي حجم البيانات في الشبكة. تم نقل آخر 3 ٪، بمتوسط آخر 300 م (328 يارد) إلى اتصال العميل النهائي، بواسطة 412,600 كـم (256,378 ميل) من الكابلات المحورية.
اعتبارًا من ديسمبر 2017، كان لدى زيغو 3.916 مليون مشترك في قنوات الكابل التلفزيونية.